# Битва під Ленгсайдом (1568)
Битва під Лангсайдом (англ. Langside) (13 травня 1568 року) — битва між військами королеви Шотландії Марії Стюарт та армією регента Шотландії Джеймса Стюарта, графа Морея. Поразка Марії у цій битві призвела до її вигнання в Англію й закріплення перемоги протестантства в Шотландії.

## Передісторія
Після того, як 24 липня 1567 року в умовах загального повстання шотландських дворян Марія Стюарт була змушена зректись престолу, її було посаджено під нагляд у Лохлевенський замок у Файфі. Однак 2 травня 1568 року королеві вдалось утекти з замку. На її бік негайно встала значна частина шотландських баронів, в тому числі й колишніх учасників її скидання (герцог де Шателеро, графи Аргайл, Гантлі й інші). Прибічники королеви сформували невелику армію та вирушили до Дамбартона, де у цей час перебував регент країни Джеймс Стюарт, граф Морей. Не маючи можливості зібрати значні сили у західних регіонах країни, де традиційно були сильними позиції Гамільтонів та Кемпбеллів, що були на боці королеви, Морей все ж зміг виставити проти Марії Стюарт близько 4500 осіб.

## Перебіг битви
13 травня 1568 року армія королеви, рухаючись вздовж південного берега Клайду, атакувала село Лангсайд, де укріпився загін регента. Несподівано для Марії Стюарт на її військо напали з флангу: Морей сховав в укритті близько двох сотень вершників, які у певний момент кинулись на королівську армію. Бійня тривала не більше години та більшу частину військ Марії було знищено. Сама королева, побачивши розгром своєї армії, практично сама втекла с поля бою та після кількох днів скачки перетнула протоку Солвей-Ферт і прибула до Англії, де звернулась по допомогу до королеви Єлизавети I.

## Значення битви
Поразка Марії Стюарт під Лангсайдом підбила підсумок під періодом її правління в Шотландії. Попри те, що боротьба між прибічниками королеви й урядом тривала ще близько п'яти років, багато в чому саме Лангсайд вирішив її результат: влада в Шотландії перейшла до юного короля Якова VI, у період неповноліття якого країною управлятимуть регенти — прибічники поглиблення протестантських реформ і подальшого зближення з Англією. Курс незалежної від Англії політики та спроби збереження у країні католицтва, які вживала Марія Стюарт, провалились. Це дозволить за 35 років після битви під Лангсайдом здійснити об'єднання двох британських держав під владою одного монарха.